# Glacier Beardmore
Pour les articles homonymes, voir Beardmore.
Le glacier Beardmore en Antarctique est l'un des plus grands glaciers du monde, avec une longueur dépassant les 200 km et 40 km de largeur.

## Géographie
Le glacier est l'un des principaux passages au départ de la barrière de glace de Ross à travers le chaînon de la Reine-Alexandra (chaîne Transantarctique centrale) et le chaînon Commonwealth (chaîne de la Reine-Maud) de la chaîne Transantarctique pour accéder au plateau Antarctique et ainsi conquérir le pôle Sud par le chemin le plus rapide. La différence de niveau entre le plateau Antarctique et la barrière de Ross est d'environ 2 200 mètres.

## Histoire
Il est découvert en 1908 par Ernest Shackleton durant son expédition Nimrod qui le nomme d'après William Beardmore, un industriel écossais qui avait notamment financé l'expédition. Même si Shackleton rebrousse chemin avant d'avoir atteint le pôle, il découvre la première voie d'accès à ce dernier et est le premier homme à mettre un pied sur le grand plateau polaire.
En 1911, Robert Falcon Scott et son équipe de l'expédition Terra Nova (1910-1913) passent par le glacier pour atteindre le pôle Sud. Cependant, ils l'atteignent un mois après Roald Amundsen et sa propre expédition (1910-1912) qui sont passés par le glacier Axel Heiberg proche.

L'expédition Terra Nova de Robert Falcon Scott (Royaume-Uni)
L'expédition Amundsen de Roald Amundsen (Norvège)

En 2007, un dinosaure herbivore d'un nouveau genre (Glacialisaurus hammeri, espèce type du genre Glacialisaurus) datant du Jurassique inférieur est découvert dans le glacier. Plus largement, les scientifiques y trouvent des traces et preuves que l'Antarctique a eu dans son histoire un climat tempéré.